# Sara Hall
Pour les articles homonymes, voir Hall.
Sara Hall, née le 15 avril 1983 à Santa Rosa, est une athlète américaine.

## Carrière
Elle est médaillée d'or du 3 000 mètres steeple des Jeux panaméricains de 2011 à Guadalajara. La même année, elle remporte le 8 km des Championnats des États-Unis de cross-country.
Elle termine huitième de la finale du 3 000 mètres féminin aux championnats du monde d'athlétisme en salle 2012 à Istanbul. Elle termine 10e du Marathon de Chicago 2015, 9e du Marathon de New York 2016 et termine 15e des Championnats du monde de semi-marathon 2016 à Cardiff.
7e du Marathon de Tokyo 2017, elle est 5e du Marathon de Berlin 2019 et 2e du Marathon de Londres 2020.

## Palmarès
| Date | Compétition           | Lieu   | Résultat | Épreuve  | Temps           |
| ---- | --------------------- | ------ | -------- | -------- | --------------- |
| 2022 | Championnats du monde | Eugene | 5e       | Marathon | 2 h 22 min 10 s |